# Lista odcinków serialu Ostatni okręt
Poniżej znajduje się lista odcinków serialu telewizyjnego Ostatni okręt – emitowanego przez amerykańską stację telewizyjną  TNT od 22 czerwca 2014 roku do 11 listopada 2018 roku. Powstało pięć serii, które łącznie składają się z 56 odcinków. W Polsce serial był emitowany od 12 października 2015 roku do 12 listopada 2018 roku przez TNT.
| Sezon | Sezon | Odcinki | Oryginalna emisja | Oryginalna emisja   | Oryginalna emisja    | Oryginalna emisja    | Oryginalna emisja |
| Sezon | Sezon | Odcinki | Premiera sezonu   | Finał sezonu        | Premiera sezonu      | Finał sezonu         |                   |
| ----- | ----- | ------- | ----------------- | ------------------- | -------------------- | -------------------- | ----------------- |
|       | 1     | 10      | 22 czerwca 2014   | 24 sierpnia 2014    | 11 października 2015 | 8 listopada 2015     |                   |
|       | 2     | 13      | 21 czerwca 2015   | 6 września 2015     | 15 listopada 2015    | 27 grudnia 2015      |                   |
|       | 3     | 13      | 19 czerwca 2016   | 11 września 2016    | 20 czerwca 2016      | 12 września 2016     |                   |
|       | 4     | 13      | 20 sierpnia 2017  | 8 października 2017 | 21 sierpnia 2017     | 16 października 2017 |                   |
|       | 5     | 10      | 9 września 2018   | 11 listopada 2018   | 10 września 2018     | 12 listopada 2018    |                   |

## Sezon 1 (2014)
| Nr | #  | Tytuł                                                        | Reżyseria            | Scenariusz                        | Premiera TNT     | Premiera TNT         |
| -- | -- | ------------------------------------------------------------ | -------------------- | --------------------------------- | ---------------- | -------------------- |
| 1  | 1  | 'Faza szósta' Phase Six                                      | Jonathan Mostow      | Hank Steinberg & Steven Kane      | 22 czerwca 2014  | 11 października 2015 |
| 2  | 2  | ' Witajcie w Gitmo' Welcome to Gitmo                         | Jack Bender          | Hank Steinberg & Josh Schaer      | 29 czerwca 2014  | 11 października 2015 |
| 3  | 3  | ' Nawigacja zliczeniowa' Dead Reckoning                      | Jack Bender          | Steven Kane                       | 6 lipca 2014     | 18 października 2015 |
| 4  | 4  | 'Dopłyniemy' We’ll Get There                                 | Jack Bender          | Quinton Peeples                   | 13 lipca 2014    | 18 października 2015 |
| 5  | 5  | 'El Toro' El Toro                                            | Paul Holahan         | Hank Steinberg and Cameron Welsh  | 20 lipca 2014    | 25 października 2015 |
| 6  | 6  | 'Oblężenie' Lockdown                                         | Sergio Mimica-Gezzan | Hank Steinberg                    | 27 lipca 2014    | 25 października 2015 |
| 7  | 7  | ' SOS' SOS                                                   | Michael Katleman     | Jessica Butler & Jill Blankenship | 3 sierpnia 2014  | 1 listopada 2015     |
| 8  | 8  | 'Dwóch marynarzy w jednym barze' Two Sailors Walk into a Bar | Michael Katleman     | Josh Schaer & Cameron Welsh       | 10 sierpnia 2014 | 1 listopada 2015     |
| 9  | 9  | 'Próby' Trials                                               | Jack Bender          | Onalee Hunter Hughes              | 17 sierpnia 2014 | 8 listopada 2015     |
| 10 | 10 | 'W domu najlepiej' No Place Like Home                        | Brad Turner          | Steven Kane                       | 24 sierpnia 2014 | 8 listopada 2015     |

## Sezon 2 (2015)
| Nr | #  | Tytuł                                     | Reżyseria            | Scenariusz                       | Premiera TNT     | Premiera TNT      |
| -- | -- | ----------------------------------------- | -------------------- | -------------------------------- | ---------------- | ----------------- |
| 11 | 1  | 'Sztuczne miasto' Unreal City             | Jack Bender          | Hank Steinberg, Steven Kane      | 21 czerwca 2015  | 15 listopada 2015 |
| 12 | 2  | 'Walka o okręt' Fight the Ship            | Jack Bender          | Hank Steinberg, Steven Kane      | 21 czerwca 2015  | 15 listopada 2015 |
| 13 | 3  | 'To nie plotka' It's Not a Rumor          | Tim Matheson         | Hank Steinberg                   | 28 czerwca 2015  | 22 listopada 2015 |
| 14 | 4  | 'Solace' Solace                           | Sergio Mimica-Gezzan | Steven Kane                      | 5 lipca 2015     | 22 listopada 2015 |
| 15 | 5  | ' Achilles' Achilles                      | Jack Bender          | Mark Malone                      | 12 lipca 2015    | 29 listopada 2015 |
| 16 | 6  | 'Długi dzień' Long Day's Journey          | Paul Holahan         | Steven Kane                      | 19 lipca 2015    | 29 listopada 2015 |
| 17 | 7  | 'Pośród nieprzyjaciół' Alone and Unafraid | Nelson McCormick     | Jill Blankenship, Jessica Butler | 26 lipca 2015    | 6 grudnia 2015    |
| 18 | 8  | 'Bezpieczna strefa' Safe Zone             | Hank Steinberg       | Hank Steinberg                   | 2 sierpnia 2015  | 6 grudnia 2015    |
| 19 | 9  | 'Rozterki' Uneasy Lies the Head           | Peter Weller         | Nic Van Zeebroeck                | 9 sierpnia 2015  | 13 grudnia 2015   |
| 20 | 10 | 'Bratni ostrzał' Friendly Fire            | Mario Van Peebles    | Onalee Hunter Hughes             | 16 sierpnia 2015 | 13 grudnia 2015   |
| 21 | 11 | 'Walkiria' Valkyrie                       | Olatunde Osunsanmi   | Steven Kane                      | 23 sierpnia 2015 | 20 grudnia 2015   |
| 22 | 12 | ' Do boju!' Cry Havoc                     | Greg Beeman          | Mark Malone, Nic Van Zeebroeck   | 30 sierpnia 2015 | 20 grudnia 2015   |
| 23 | 13 | ' Nowy, piękny kraj' A More Perfect Union | Jack Bender          | Anne Cofell-Saunders             | 6 września 2015  |                   |

## Sezon 3 (2016)
| Nr | #  | Tytuł            | Reżyseria        | Scenariusz                             | Premiera TNT     | Premiera TNT     |
| -- | -- | ---------------- | ---------------- | -------------------------------------- | ---------------- | ---------------- |
| 24 | 1  | The Scott Effect | Michael Katleman | Steven Kane                            | 30 maja 2016     | 13 czerwca 2016  |
| 25 | 2  | Rising Sun       | Michael Katleman | Hank Steinberg                         | 19 czerwca 2016  | 13 czerwca 2016  |
| 26 | 3  | Shanzhai         | Paul Holahan     | Jorge Zamacona                         | 26 czerwca 2016  | 27 czerwca 2016  |
| 27 | 4  | Devil May Care   | Paul Holahan     | Nic Van Zeebroeck                      | 3 lipca 2016     | 4 lipca 2016     |
| 28 | 5  | Minefield        | Peter Weller     | Mark Malone                            | 10 lipca 2016    | 11 lipca 2016    |
| 29 | 6  | Dog Day          | Michael Nankin   | Jill Blankenship, Onalee Hunter Hughes | 17 lipca 2016    | 18 lipca 2016    |
| 30 | 7  | In the Dark      | Steven Kane      | Katie Swain                            | 24 lipca 2016    | 25 lipca 2016    |
| 31 | 8  | Sea Change       | Jennifer Lynch   | Sarah H. Haught                        | 31 lipca 2016    | 1 sierpnia 2016  |
| 32 | 9  | Paradise         | Paul Holahan     | Jorge Zamacona                         | 14 sierpnia 2016 | 15 sierpnia 2016 |
| 33 | 10 | Scuttle          | Mairzee Almas    | Ira Parker                             | 21 sierpnia 2016 | 22 sierpnia 2016 |
| 34 | 11 | Legacy           | Paul Holahan     | Hiram Martinez                         | 28 sierpnia 2016 | 29 sierpnia 2016 |
| 35 | 12 | Resistance       | Anton Cropper    | Mark Malone, Nic Van Zeebroeck         | 4 września 2016  | 5 września 2016  |
| 36 | 13 | Don't Look Back  | Peter Weller     | Jill Blankenship, Onalee Hunter Hughes | 11 września 2016 | 12 września 2016 |

## Sezon 4 (2017)
| Nr | #  | Tytuł                    | Reżyseria     | Scenariusz                                 | Premiera TNT        | Premiera TNT        |
| -- | -- | ------------------------ | ------------- | ------------------------------------------ | ------------------- | ------------------- |
| 37 | 1  | In Media Res             | PPaul Holahan | Hank Steinberg, Steven Kane                | 20 sierpnia 2017    | 21 sierpnia 2017    |
| 38 | 2  | The Pillars of Hercules  | Reza Tabrizi  | Hank Steinberg, Onalee Hunter, Steven Kane | 20 sierpnia 2017    | 21 sierpnia 2017    |
| 39 | 3  | Bread and Circuses       | Bobby Roth    | Ira Parker                                 | 27 sierpnia 2017    | 28 sierpnia 2017    |
| 40 | 4  | Nostos                   | Kenneth Fink  | Jill Blankenship                           | 3 września 2017     | 4 września 2017     |
| 41 | 5  | Allegiance               | Steven Kane   | Michael Sussman                            | 10 września 2017    | 11 września 2017    |
| 42 | 6  | Tempest                  | Peter Weller  | Katie Swain                                | 17 września 2017    | 18 września 2017    |
| 43 | 7  | Feast                    | Bill Roe      | Hiram Martinez                             | 24 września 2017    | 25 września 2017    |
| 44 | 8  | Lazaretto                | Paul Holahan  | Sean Cook, Jill Blankenship                | 1 października 2017 | 2 października 2017 |
| 45 | 9  | Detect, Deceive, Destroy | Lukas Ettlin  | Onalee Hunter Hughes                       | 8 października 2017 | 9 października 2017 |
| 46 | 10 | Endgame                  | Peter Weller  | Hiram Martinez, Ira Parker                 | 8 października 2017 | 9 października 2017 |

## Sezon 5 (2018)
| Nr | #  | Tytuł            | Reżyseria    | Scenariusz                              | Premiera TNT         | Premiera TNT         |
| -- | -- | ---------------- | ------------ | --------------------------------------- | -------------------- | -------------------- |
| 47 | 1  | Casus Belli      | Paul Holahan | Steven Kane                             | 9 września 2018      | 10 września 2018     |
| 48 | 2  | Fog of War       | Jann Turner  | Jill Blankenship                        | 16 września 2018     | 17 września 2018     |
| 49 | 3  | El Puente        | Mark Malone  | Bill Roe                                | 23 września 2018     | 24 września 2018     |
| 50 | 4  | Tropic of Cancer | Bud Kremp    | Katie Swain                             | 30 września 2018     | 1 października 2018  |
| 51 | 5  | Warriors         | Peter Weller | Jill Blankenship & Onalee Hunter Hughes | 7 października 2018  | 8 października 2018  |
| 52 | 6  | Air Drop         | Paul Holahan | Ira Parker                              | 14 października 2018 | 15 października 2018 |
| 53 | 7  | Somos la Sangre  | Peter Weller | Hiram Martinez                          | 21 października 2018 | 22 października 2018 |
| 54 | 8  | Honor            | Paul Holahan | Onalee Hunter Hughes                    | 28 października 2018 | 29 października 2018 |
| 55 | 9  | Courage          | Peter Weller | Mark Malone, Katie Swain                | 4 listopada 2018     | 5 listopada 2018     |
| 56 | 10 | Commitment       | Steven Kane  | Hank Steinberg, Steven Kane             | 11 listopada 2018    | 12 listopada 2018    |